# Верх-Ая
Верх-А́я (рос. Верх-Ая) — село у складі Алтайського району Алтайського краю, Росія. Входить до складу Айської сільської ради.

## Населення
Населення — 292 особи (2010; 320 у 2002).
Національний склад (станом на 2002 рік):
- росіяни — 96 %